# Гемос
Гемос (також Гем, дав.-гр. Αἷμος) — персонажі давньогрецької міфології:
- Гемос — фракійський цар, син Борея і Орітії, чоловік Родопи, дочки Стрімона. За те, що закохані Гемос і Родопа називали себе Зевсом і Герою, обурені боги перетворили їх у гірські вершини. Цей сюжет серед інших виткала Афіна під час її змагання з Арахною. За іншою версією, Гемос напав на Візантій. Напад був відбитий царем Бізантом, який переслідував ворога до віддалених районів Фракії і зрештою вбив Гемоса.
- Гемос — син Ареса, союзник Телефа, який загинув у бою з Паламедом, Діомедом і Стенелом.